# Eldorado Resort Casino
Eldorado Resort Casino, tidigare Eldorado Hotel, är både ett kasino och ett hotell som ligger i Reno i Nevada i USA. Den ägs och drivs av Caesars Entertainment, Inc. Hotellet har totalt 814 hotellrum medan kasinot har en spelyta på 6 643 kvadratmeter.
I juli 1972 offentliggjordes att ett kasino skulle uppföras i Reno av ett konsortium bestående av de lokala affärsmännen Donald Carano, William Carano, Jerry Poncia, George Siri, Richard Stringham och George Yori. Den 14 maj 1973 invigdes kasinot med namnet Eldorado Hotel och kostade totalt 6 miljoner dollar att bygga.